# Janus (måne)
 For alternative betydninger, se Janus. (Se også artikler, som begynder med Janus)
Janus er en af planeten Saturns måner: Den er opkaldt efter Janus fra den romerske mytologi, men kendes desuden under betegnelsen Saturn X (X som romertallet 10). Navnet Janus var blevet foreslået kort efter månens opdagelse, men det blev først formelt vedtaget af den Internationale Astronomiske Union i 1983.

## Opdagelsen og Janus' omløbsbane
Janus og en anden Saturn-måne, Epimetheus, følger næsten samme omløbsbane omkring Saturn, og det skabte stor forvirring for astronomerne, som troede at der var tale om én og samme måne, og forgæves forsøgte at få de modstridende data til at passe på én måne.
Den franske astronom Audouin Dollfus blev den 15. december 1966 den første der observerede Janus, og hans opdagelse fik i første omgang den midlertidige betegnelse S/1966 S 2. Tre dage senere, den 18. december, gjorde Richard L. Walker en tilsvarende observation; i dag ved man, at det han opdagede var månen Epimetheus. Siden da har man observeret de to måner, men først i oktober 1978 gik det op for Stephen M. Larson og John W. Fountain, at der i virkeligheden er tale om to forskellige måner. Den 1. marts 1980 passerede rumsonden Voyager 1 Saturn og dens måner, og kunne endegyldigt bekræfte Janus' eksistens.
Der er ca. 50 kilometers forskel på radius i henholdsvis Janus' og Epimetheus' omløbsbaner, og det gør at den ene med fire års mellemrum er nær ved at "indhente" den anden. Imidlertid får deres indbyrdes tyngdekræfter dem til at ændre omløbsbane: Faktisk bytter de to måner banedata hvert 4. år — en mekanisme der i skrivende stund (august 2005) ikke er set andre steder i vores solsystem.

## Janus' overflade
Janus' overflade har talrige kratre, heraf adskillige der er større end 30 kilometer, men ikke ret mange kløfter, bjærgkæder eller andre langstrakte landskabstræk. Overfladen ser ud til at være ældre end månen Prometheus' overflade, men yngre end Pandoras. Den lave massefylde og relativt høje albedo kunne tyde på at Janus består af meget porøs is. Der er dog en del usikkerhed om disse tal, så denne teori mangler stadig at blive endeligt bekræftet.